# Andrew Buckland
Andrew Buckland (* 20. Jahrhundert) ist ein amerikanischer Filmeditor.

## Leben
Buckland begann seine Karriere als Filmeditor zunächst als auszubildender Editor (apprentice editor) 1997 mit dem Film Vertrauter Feind. Ab dem Folgejahr war er als Schnittassistent tätig und wirkte als solcher an rund 20 Produktionen mit. 2014 gab er mit dem Kurzfilm The Moor sein Debüt als eigenständiger Editor; 2016 folgte mit Girl on the Train sein erster Kinofilm, wobei er hier mit Michael McCusker zusammenarbeitete.
Die erneute gemeinsame Schnittarbeit mit McCusker an Le Mans 66 – Gegen jede Chance (2019) brachte den beiden 2020 u. a. eine Oscar-Nominierung ein, mit dem sie am 9. Februar 2020 auch ausgezeichnet wurden. Bereits 2019 wurden sie u. a. mit dem Satellite Award ausgezeichnet.
Die Filmobiografie Like A Complete Unknown aus dem Jahr 2024 ist Bucklands dritte Zusammenarbeit mit dem Regisseur James Mangold.

## Filmografie (Auswahl)
- 2016: Girl on the Train (The Girl on the Train)
- 2019: Le Mans 66 – Gegen jede Chance (Ford v Ferrari)
- 2020: The New Mutants
- 2020: The Empty Man
- 2021: Mission: Joy – Finding Happiness in Troubled Times (Dokumentation)
- 2023: Indiana Jones und das Rad des Schicksals (Indiana Jones and the Dial of Destiny)
- 2024: Like A Complete Unknown (A Complete Unknown)
- 2025: Locked

## Auszeichnungen (Auswahl)
Oscarverleihung 2020
- Auszeichnung für den besten Schnitt bei Le Mans 66 – Gegen jede Chance